# My Club
«My Club» es una canción y sencillo de la banda danesa de pop alternativo The Asteroids Galaxy Tour y perteneciente a su tercer álbum de estudio Bring Us Together. Tuvo su lanzamiento como sencillo el 4 de julio de 2014.

## Lanzamiento como sencillo
El 2 de julio de 2014, "My Club", fue lanzada a través de YouTube como primer sencillo de su próximo álbum de estudio previsto para septiembre de 2014. Aunque, fue anunciado posteriormente dos días después en su página oficial de Facebook para descargarse gratuitamente tras apartar el álbum por iTunes.
El audio desde ese punto estaba disponible a nivel mundial, aunque para Alemania, Suiza y Austria, tuvo que posponerse hasta el 25 de ese mismo mes.
También el 8 de julio, la canción tuvo su aparición a través del programa de radio de "Radcliffe and Maconie" de la BBC Radio Music 6.

### Vídeo musical
El 11 de junio de 2014, a través de Facebook, la banda había anunciado que estaba filmando un vídeo musical en Londres para su nuevo y próximo sencillo proveniente también de su siguiente disco, aún, cuando no habían revelado el título oficial del mismo. Además, dicha publicación decía que Ryan Staake estaba a cargo de la dirección.
Luego para el 9 de julio, otra publicación daba a conocer que el vídeo estaba por terminarse diciendo que le faltaba darle unos "últimos toques" para su finalización.
Finalmente, el 19 de agosto de 2014, fue lanzado a través de su canal oficial de YouTube.

### Recepción de crítica
La canción obtuvo desde su salida una gran aceptación y críticas altamente positivas por parte del público en general.